# نور بخاری
نور بخاری (اردو: نُور بُخاری؛ زادهٔ ۳ ژوئیه ۱۹۸۲) هنرپیشه اهل پاکستان است. وی بازیگر فیلم‌هایی همچون بلی، بهائی لوگ و سایه خدا ذوالجلال بوده‌است.